# Velvet
Йенни Мариэль Петтерссон (швед. Jenny Marielle Pettersson, родилась 5 ноября 1975 года в Хельсингборге, Швеция) — шведская певица и танцовщица, известна под сценическим псевдонимом Velvet.

## Ранние годы
Velvet переехала из Хельсингборга в Стокгольм в 1993 году для учёбы в Академии балета. Вскоре она брала уроки пения в школе танцев, где она «обрела голос». Она работала в Wallmans кабаре, где она обнаружила, что пение это то, чем она действительно хотела заниматься. Затем она гастролировала в течение восьми лет в качестве бэк-вокалистки и танцовщицы у таких артистов, как Лена PH, Markoolio, Карола, Sanne Salomonsen, Orup, Meat Loaf, Мартин Стенмарк и Джессика Фолкер.

## Музыка
Velvet была открыта в 2005 году и подписала контракт с Bonnier Amigo Music Group. Псевдоним «Velvet» она выбрала по определённым причинам, связанным с переговорами со звукозаписывающей компанией.
Первый сингл, «Rock Down To (Electric Avenue)» (с припевом хита Эдди Гранта «Electric Avenue» 1982 года), стал хитом в Швеции и за её пределами. Сингл занял шестую строчку в национальном чарте, проведя там 11 недель, в еженедельном чарте Европы Плюс — поднимался до 10-й позиции; в шведских танцевальных чартах сингл занял лидирующую позицию. Следующий сингл «Don’t Stop Movin» был также популярен; последовал тур.
В 2006 году Velvet выступила на Мелодифестивалене. Её песня «Mi Amore» добилась больших успехов на международном уровне и стала «Песней года» в Болгарии, также заняв места в хит-парадах России, Польши, Венгрии, Греции и Италии. В том же году Velvet выпустила свой дебютный альбом Finally (46-я позиция в национальном чарте).
В 2007 году вышел сингл «Fix Me». Песня не попала в чарты выше, чем её предыдущие синглы в Польше и России, но приобрела большой успех в США, достигнув 14 строчки. Позднее, в августе она выпускает свой пятый сингл «Chemistry», с которым закрепилась в чартах Финляндии.
Наряду с певческой карьерой, Velvet также работала в качестве продюсера шоу нескольких рождественских торжеств по Швеции, где она также принимала участие в качестве артистки.
В 2008 году Velvet приняла участие в Мелодифестивалене с песней «Deja Vu». Хотя она и получила прекрасные отзывы, но так и не вышла в финал. Это была вторая попытка Velvet представить Швецию на Евровидении. «Deja Vu» стала её самой успешной песней в Швеции.
«Chemistry» был выпущен в качестве сингла в США 11 ноября 2008 года в цифровом формате, а затем физического релиза на 25 ноября, но не попал в чарты. Клип на песню был снят в Лондоне в декабре 2008 года, и песня была выпущена в Великобритании в 2009 году.
Velvet участвовала в Мелодифестивалене 2009 с песней «The Queen», авторами которой являются Тони Нильссон и Хенрик Янсон. Она выступила в третьем полуфинале в Лександе 21 февраля 2009 года, но заняла только 6-е место. Второй альбом, The Queen, был выпущен 18 марта 2009 года. Альбом включает в себя синглы «Fix Me», «Chemistry», «Deja Vu», «Take My Body Close», «The Queen» и «Come Into the Night».
В 2010 Velvet совместно с PJ записала кавер-версию песни Эдварда Майи «Stereo Love».

## Дискография
Альбомы
| Год  | Альбом    | Швеция | Норвегия | Польша |
| Год  | Альбом    | Пик    | Пик      | Пик    |
| ---- | --------- | ------ | -------- | ------ |
| 2006 | Finally   | 46     | -        | -      |
| 2009 | The Queen | 33     | 17       | 59     |

Синглы
| Год  | Название                            | Альбом         | Позиции в чартах | Позиции в чартах | Позиции в чартах | Позиции в чартах | Позиции в чартах | Позиции в чартах | Позиции в чартах |
| Год  | Название                            | Альбом         | SWE              | FIN              | PT               | RUS              | ROM              | US Hot Dance     |                  |
| ---- | ----------------------------------- | -------------- | ---------------- | ---------------- | ---------------- | ---------------- | ---------------- | ---------------- | ---------------- |
| 2005 | «Rock Down To (Electric Avenue)»    | Finally        | 6                | —                | 19               | 10               | —                | —                |                  |
| 2006 | «Don’t Stop Moving»                 | Finally        | 8                | —                | —                | 46               | —                | —                |                  |
| 2006 | «Mi Amore»                          | Finally        | 5                | —                | —                | 6                | —                | —                |                  |
| 2007 | «Fix Me»                            | The Queen      | 7                | —                | —                | 132              | —                | 14               |                  |
| 2007 | «Chemistry»                         | The Queen      | 8                | 6                | —                | —                | 3                | —                |                  |
| 2008 | «Déjà Vu»                           | The Queen      | 2                | —                | —                | —                | —                | —                |                  |
| 2008 | «Take My Body Close»                | The Queen      | 8                | —                | —                | —                | —                | —                |                  |
| 2009 | «The Queen»                         | The Queen      | 13               | —                | —                | —                | —                | —                |                  |
| 2009 | «Come Into the Night»               | The Queen      | 44               | —                | —                | —                | —                | —                |                  |
| 2010 | «Victorious» (with Linda Bengtzing) | Digital single | 15               | —                | —                | —                | —                | —                |                  |
| 2010 | «My Destiny»                        | The Queen      | 43               | —                | —                | —                | —                | —                |                  |
| 2011 | «Love Struck»                       | —              | —                | —                | —                | —                | —                | —                |                  |
| 2011 | «Christmas Love»                    | —              | —                | —                | —                | —                | —                | —                |                  |
| 2014 | «Enemy»                             | —              | —                | —                | —                | —                | —                | —                |                  |
| 2015 | «Friendly Fire»                     | —              | —                | —                | —                | —                | —                | —                |                  |
| 2017 | «Don’t Stop» (ft. Therese)          | —              | —                | —                | —                | —                | —                | —                |                  |
| 2019 | «Heart of Glass» (ft. Therese)      | —              | —                | —                | —                | —                | —                | —                |                  |